# Johnny Moynihan

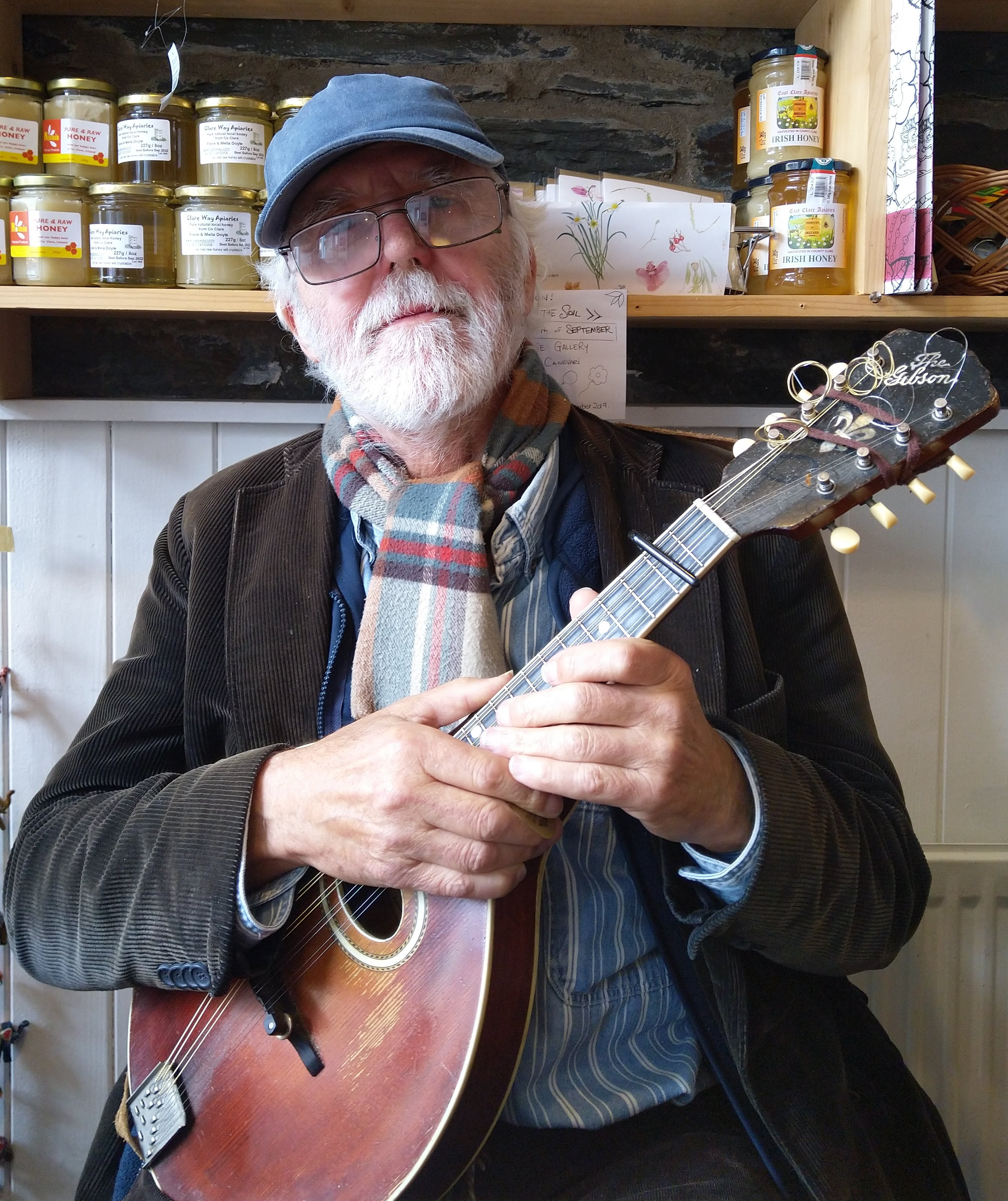
Johnny Moynihan

Johnny Moynihan (Phibsboro, Dublin, 29 oktober 1940), is een Ierse folkmuzikant. Naast bouzouki speelt hij ook viool, tin whistle en melodeon. In 1966 werd hij bekend als een van de leden van de band Sweeney's Men. In die tijd deed hij ook mee aan de sessies met de eerste Dubliners in de folk-pub O'Donoghue's in Dublin. In 1973 speelde hij in Planxty nadat Dónal Lunny de groep had verlaten. Daarna speelde hij bij De Dannan. Ook op een aantal andere albums verleende hij zijn medewerking.

## Discografie
- Sweeney's Men, Moynihan/Irvine/Woods, 1968
- Tracks of Sweeney, Moynihan/Woods, 1969
- Cold Blow and the Rainy Night, Planxty, 1974
- How the West was Won, De Dannan, 1999